# The Legend of Zelda: Spirit Tracks
The Legend of Zelda: Spirit Tracks (ゼルダの伝説 大地の汽笛?, Zeruda no Densetsu: Daichi no Kiteki, lett. "La leggenda di Zelda: il Fischietto delle terre") è un gioco per Nintendo DS e Nintendo DSi uscito il 7 dicembre 2009 nel Nord America, il 10 dicembre 2009 in Australia, l'11 dicembre 2009 in Europa e il 23 dicembre 2009 in Giappone. Annunciato alla Game Developers Conference 2009 dal presidente di Nintendo Satoru Iwata, questo secondo capitolo della saga per l'handheld di Nintendo presenta delle meccaniche di gioco simili a Phantom Hourglass, ma con la possibilità di muoversi nel mondo di Hyrule per mezzo di un treno, che sostituisce la barca presente nel predecessore.

## Trama
Dopo gli eventi di Phantom Hourglass, Link e Dazel hanno scoperto un nuovo continente, in cui fondano Nuova Hyrule. Cento anni dopo, la storia inizia il giorno in cui il nuovo Link, apprendista macchinista dell'ex maestro di spada Vittorino, deve ricevere il certificato dalla principessa Zelda V (pro-pronipote di Link e Dazel) che lo autorizzerà a poter usare il suo treno sulle ferrovie di Hyrule.
La cerimonia si svolge senza troppi intoppi, ma dopo l'investitura a macchinista ufficiale, Link viene convocato dalla principessa nei suoi appartamenti. Zelda ha avuto un terribile presagio riguardante la Torre degli Dei, gigantesco edificio nell'esatto centro di Hyrule, su cui si basa l'equilibrio del regno e delle "Vie Spirituali" (il nome che viene dato alle numerosissime rotaie di Hyrule). Link e Zelda, aiutati da Vittorino, si dirigono in treno verso la Torre, ma durante il viaggio, improvvisamente, le rotaie scompaiono, e i tre vengono attaccati dal primo ministro di Hyrule, Mirona, e dal suo tirapiedi, Tristalpin. Mirona vuole infatti risvegliare Mallard, antico e potentissimo demone, per ottenere il controllo del regno. A nulla vale l'abilità di Vittorino con la spada nei confronti di Tristalpin, che impiega poco a metterlo KO. Mirona, con un incantesimo, espelle l'anima di Zelda dal suo corpo, e vi fa risiedere dentro a quest'ultimo lo spirito di Mallard. Poi se ne vanno.
Link si risveglia al castello di Hyrule, vicino a Vittorino, che fortunatamente è ancora vivo. Vagando per il castello, però, Link scopre che lo spirito di Zelda è ancora "vivo", e che lui è l'unico a poterla vedere. I due decidono di tornare alla Torre, passando per una scorciatoia. Giunti nell'edificio, fanno la conoscenza di Doruotea, saggia e anziana donna che da tempo custodisce la Torre e il Treno degli Dei. Doruotea spiega a Link che per restaurare le Vie Spirituali, ormai del tutto scomparse, sono necessarie alcune magiche tavolette, custodite una in ogni piano della Torre. Per riattivare del tutto le rotaie, però, è necessario anche l'aiuto di altri saggi che come lei proteggono ognuno una zona di Hyrule.
Ha inizio così l'avventura di Zelda e di Link, che li porterà a visitare ogni angolo di Hyrule alla ricerca di un modo per evitare che Mallard riacquisti il suo antico potere e possa così distruggere Hyrule.

## Modalità di gioco
Il gioco è rappresentato in una grafica simile a quella di Phantom Hourglass; il giocatore dovrà utilizzare lo stilo per guidare Link, e comandare il suo assortimento di armi e oggetti, con qualche ritocco nel gameplay tipico della serie. In alcuni momenti Zelda sarà in possesso di uno dei guardiani spettri, che potrà essere controllato con lo stilo. Questa è la prima volta in assoluto nella serie (senza contare i giochi per Philips CD-i) in cui Zelda può essere controllata; la Principessa può raggiungere luoghi che per il solo Link sarebbero inaccessibili. Pilotando il treno, è possibile utilizzare un cannone per sconfiggere i nemici fuori dalle rotaie. Novità del gioco è la possibilità di utilizzare una sorta di flauto di Pan, chiamato Flauto delle Terre, per suonare melodie (similmente all'ocarina presente nei precedenti titoli) utilizzando il touch screen e il microfono. Il gioco appare come la diretta continuazione di The Wind Waker e Phantom Hourglass: Zelda, infatti, dice a Link che una sua antenata pirata arrivò a Hyrule cento anni fa. Nella sala del trono di Hyrule appare infatti una vetrata raffigurante Dazel, ovvero Zelda in versione pirata, apparsa in The Wind Waker e Phantom Hourglass; è presente anche un discendente di Linebeck, uno di Terry e una di Jolene la piratessa. Sono presenti armi e oggetti completamente nuovi come la Ventelica, la Frusta e la Bacchetta delle Sabbie.

## Accoglienza
| Testata                            | Giudizio |
| ---------------------------------- | -------- |
| GameRankings (media al 06-03-2012) | 86.92%   |
| Metacritic (media al 06-03-2012)   | 87/100   |
| Edge                               | 8/10     |
| Game Informer                      | 8,0/10   |
| GameSpot                           | 8,5/10   |
| GameTrailers                       | 9,0/10   |
| IGN                                | 9,3/10   |
| NGamer                             | 92%      |
| Nintendo la Rivista Ufficiale      | 10/10    |
| Official Nintendo Magazine         | 91%      |

Spirit Tracks ha ricevuto il premio "Miglior Gioco 2009 per DS" al GamesCom. Official Nintendo Magazine ha dato un voto di 91%, dichiarando: "Il gioco offre un'incredibile avventura e una miriade di caverne nascoste", dichiarando anche: "Pur non essendo un grande gioco della serie, Zelda è pur sempre un gioco che farà parlare di sé...". NGamer, con un giudizio di 92%, ha dichiarato: "Rende la nostra noiosa vita una grande avventura". Edge con un voto di 8 su 10 ha dichiarato che il gioco, come il precedente, susciterà una grande emozione tra caverne e luoghi magici. Game Trailers, con 9,0, ha dichiarato che il gioco è molto più bello del precedente. Game Informer, con un voto di 8,0, critica il gioco dichiarando che l'idea di pilotare un treno durante il gioco fa perdere al titolo la magia che suscitava il precedente. GameSpot ha dato un voto di 8.5, mentre al predecessore, Phantom Hourglass, diede un voto di 9.0. Nonostante questo giudizio, però, GameSpot dichiara che comunque Spirit Tracks è molto più bello del precedente.